# Emile Hanssens
Emile Albert Désiré Hanssens (Vilvoorde, 30 juli 1833 - Sint-Gillis, 5 juli 1883) was een Belgisch senator.

## Familie
Hanssens was een zoon van Belgisch senator Benoît Hanssens en van Jeanne Hap. Emile's broer Edmond werd industrieel zoals vader Hanssens en was burgemeester van Vilvoorde van 1879 tot aan zijn dood in 1905.

## Levensloop
Emile Hanssens promoveerde tot doctor in de rechten (1857) aan de ULB en vestigde zich als advocaat in Brussel. Hij trouwde met Elisa Watteeu. 
In juni 1882 werd hij verkozen tot liberaal senator voor het arrondissement Brussel, een mandaat dat spoedig door zijn overlijden werd afgebroken.
Hij was lid van een vrijmetselaarsloge.